# Corps de cavalerie (armée de l'Union)
Deux corps de l'armée de l'Union ont été appelés corps de cavalerie pendant la guerre de Sécession. L'un a servi avec l'armée du Potomac ; l'autre a servi dans les différentes armées du théâtre occidental.

## Aperçu
Contrairement à la Confédération, qui dès le début vu émergé des officiers de cavalerie brillants comme J. E. B. Stuart, Nathan B. Forrest, et John S. Mosby, le haut commandement de l'Union ne parvient pas au début à comprendre la bonne façon d'utiliser la cavalerie pendant les premiers heures de la guerre. À l'époque, des unités de cavalerie dans les armées de l'Union sont généralement directement attachées à un corps d'infanterie, une division et une « ailes » pour être utilisées comme des « troupes de choc », et jouent essentiellement des rôles mineurs lors des premières campagnes de la guerre de Sécession. La cavalerie de l'Union est déshonorée par les raids de Stuart durant les campagnes de la Péninsule, de Virginie septentrionale et de Maryland, où Stuart est en mesure de faire le tour de l'armée du Potomac de l'Union sans grande résistance de la part de la cavalerie fédérale insuffisante. Les fédéraux utilisent rarement la cavalerie pour de la reconnaissance ou des raids dans les premiers jours de la guerre. Seule une poignée d'officiers de la cavalerie de l'Union, George Bayard, Benjamin Grierson, et John Buford parmi eux, se distinguent de manière positive lors des deux premières années de la guerre.

## Corps de cavalerie, armée du Potomac
Après la désastreuse campagne de Fredericksburg, le major général Joseph Hooker prend le commandement de l'armée du Potomac. L'une des contributions positives de Hooker est la création d'un système de commandement unifié de cavalerie en avril 1863. À part à Antietam, où la cavalerie a été combinée en une seule division dans un projet (mais non engagée) d'attaque contre le centre de Lee, la cavalerie de l'Union n'a pas été unifiée avant cette époque. Hooker organise les trois divisions précédemment sans lien en un seul corps de cavalerie, le plaçant sous le commandement unifié de George Stoneman. Hooker commence également à les équiper avec des fusils à chargement par la culasse Sharps et Smith, et, dans quelques cas, avec de fusils à répétition Spencer, leur donnant un avantage de puissance de feu sur les confédérés.

### Chancellorsville
En dépit des changements organisationnels de Hooker, le nouveau corps de cavalerie réalise une piètre prestation au cours de la campagne de Chancellorsville. Hooker ordonne à Stoneman de lancer un raid de diversion contre Richmond pour distraire la cavalerie de Stuart, mais le raid échoue, entraînant la débâcle de Kelly Ford—une bataille indécise qui oblige à l'abandon prématuré du raid. Pire, Hooker ne garde qu'une seule division—commandée par Alfred Pleasonton—avec l'armée principale, pour l'utiliser pour des reconnaissances ou pour faire écran lors du mouvement à travers la « Wilderness » dense, ce qui a en partie un impact sur la célèbre marche de flanc réussie de Stonewall Jackson le 2 mai.

### Gettysburg
Stoneman et le commandant de division William W. Averell sont limogés après Chancellorsville, et remplacés, respectivement, par Alfred Pleasonton et David McM. Gregg.
Pendant les premiers stades de la campagne de Gettysburg, la cavalerie est d'abord remarquée et respectée par ses ennemis confédérés à la bataille de Brandy Station, le 9 juin 1863—le plus grand engagement de cavalerie jamais livré sur le continent américain. Si les hommes de Pleasonton sont finalement vaincus, cette bataille établit que la cavalerie de l'Union n'est plus inefficace et surclassée, mais un ennemi redoutable. De nombreuses autres modifications sont apportées au commandement de la brigade à mesure que la campagne progresse, et un certain nombre de jeunes officiers sont promus à un commandement de brigade, y compris Wesley Merritt, George Armstrong Custer, et Elon J. Farnsworth.
Plus tard dans la campagne, la division de Judson Kilpatrick envoyée du XXIIe corps rejoint l'armée. Les divisions de cavalerie engagent Stuart dans un certain nombre de batailles féroces et disputées à Aldie, Middleburg, Upperville, Hanover, et plusieurs petits engagements.
C'est la division de cavalerie de John Buford qui déclenche la bataille de Gettysburg, elle-même, engageant la division confédérée de Henry Heth pour l'empêcher d'occuper Gettysburg le 1er juillet. Les troupes de Buford jouent un grand rôle en ralentissant l'avance initiale de Heth, et, après avoir été relevées par l'infanterie, passent le reste du 1er juillet à faire écran et de la reconnaissance. Sa division est envoyée à la garde des trains de ravitaillement de l'armée pendant le reste de la bataille, mais les divisions de Gregg et Kilpatrick restent sur le terrain. Le 3 juillet, en même temps que la charge de Pickett, la division de Gregg  (avec la brigade de Custer de la division de Kilpatrick) engage Stuart à l'est de Gettysburg et stoppe les avances répétées confédérées. Cependant, le même jour, au sud de Gettysburg, Kilpatrick ordonne une charge futile de la brigade d'Elon J. Farnsworth contre les positions confédérées sur Big Round Top, causant la mort de Farnsworth et de lourdes pertes parmi ses hommes.
La cavalerie continue d'agir de manière agressive lors de la poursuite menée par George Meade de Lee en Virginie. Ironiquement, la dernière bataille de la campagne, à Falling Waters, a lieu entre les restes des divisions de Heth et de Buford.

### 1864

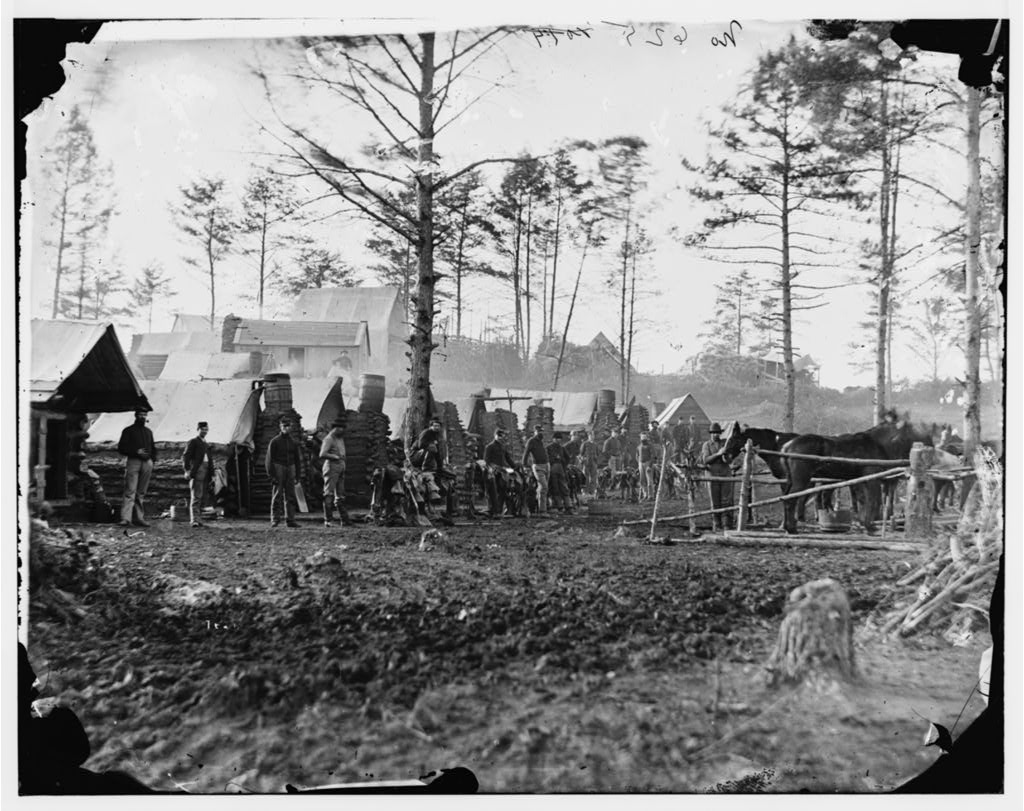
Campement du 18e régiment de cavalerie de Pennsylvanie, de la 3e division du corps de cavalerie en 1864.

Si des doutes subsistent quant à l'égalité de la cavalerie de l'Union avec son homologue du Sud, ils sont dissipés au cours de la campagne de l'Overland d'Ulysses S. Grant. Le corps de cavalerie, désormais composé de quatre divisions, est placé sous le commandement du fougueux Phillip Sheridan. Dans les premières étapes de la campagne, il engage la cavalerie de Stuart lors d'une série de batailles féroces et sanglantes, tuant le général Stuart à Yellow Tavern. Le successeur de Stuart, Wade Hampton, s'avère être aussi un adversaire redoutable lors des batailles de Haw's Shop, Old Church, Trevilian Station, et la bataille de Mary's Church. La cavalerie de l'Union passe la plupart de la campagne de Petersburg à essayer de couper les lignes de chemin de fer entre Petersburg et Richmond. Le gros de la cavalerie est envoyé sous les ordres de Sheridan pour rejoindre l'armée de la Shenandoah au cours de la campagne de Sheridan contre Jubal Early pendant l'été 1864 (voir les campagnes de la vallée de 1864).
Après la conclusion de la campagne très réussie de Sheridan, le corps de cavalerie—avec le reste de son armée—rejoint l'armée du Potomac. Pendant les prochains mois, ils reprennent leur lent mais constant découpage des lignes de ravitaillement et de communication confédérées.

### Fin de la guerre
La part la plus remarquable jouée par la cavalerie pendant les derniers jours de la guerre a eu lieu dans la semaine du 25 mars–1er avril 1865, lorsque Lee, dans une série de contre-attaques audacieuses mais sous-dimensionnées et vaines, tente de briser les lignes de l'Union à fort Stedman. Le IXe corps repousse l'attaque. Une semaine plus tard, à Five Forks, la cavalerie de Sheridan joue un rôle décisif en repoussant la dernière attaque désespérée de George Pickett et met en déroute sa division. Sheridan et ses hommes continuent de jouer un rôle majeur en harcelant l'armée de Lee qui se retire vers Appomattox Court House. Dans les dernières batailles livrées en Virginie, elle engage la cavalerie confédérée dans une escarmouche décousue à Appomattox Station le 8 avril, et prend part à une petite escarmouche, le lendemain, à la bataille d'Appomattox Courthouse, qui conclut effectivement la guerre en Virginie.

## Corps de cavalerie occidental
Comme à l'est, les différents commandants de l'Union dans l'ouest emploient généralement mal la cavalerie pendant les deux premières années de la guerre ; la cavalerie est de nouveau morcelée étant affectée à des corps d'infanterie en tant que « troupes de choc » et éclaireurs. Contrairement à l'est, où la cavalerie devient l'égale de son ennemie à l'été 1863, la cavalerie de l'Union  dans l'ouest lutte pour identifier un équivalent à Nathan B. Forrest, et est vaincue dans la plupart de leurs principales batailles. Le célèbre raid de Benjamin Grierson au cours de la campagne de Vicksburg est une aberration et bien loin de la norme.
La première tentative d'un commandement de cavalerie unifié a eu lieu fin 1862/63, lorsque William S. Rosecrans, commandant l'armée du Cumberland, organise toute sa cavalerie en une seule division, agissant comme un commandement distinct de l'infanterie, sous le commandement de David S. Stanley. Cette nouvelle division se bat respectueusement, sinon remarquablement, à Stones River. Au cours de la campagne de Tullahoma, cette division de cavalerie est agrandi à la taille d'un corps. Stanley commande le corps avec Robert B. Mitchell et John B. Turchin commandant respectivement la première et la deuxième divisions. Mitchell commande le corps à Chickamauga alors que Edward M. McCook et George Crook commandent les divisions.
Au cours de la campagne d'Atlanta, le général William T. Sherman réorganise la cavalerie des armées du Cumberland et du Tennessee en quatre « colonnes », sans commandant en chef. Ces colonnes individuelles sont commandées par Stoneman, Kilpatrick, Edward McCook, et Israel Garrard. La cavalerie continue à se comporter de façon médiocre, échouant lors d'un raid avorté pour libérer le camp de prisonniers à Andersonville et étant battue à plusieurs reprises par la cavalerie confédérée de Joseph Wheeler lors d'une série de combats dans le centre de la Géorgie. Au cours de la marche vers la mer de Sherman, la division de Kilpatrick reste avec l'armée, servant de nouveau avec un manque de véritable distinction, tandis que le reste de la cavalerie part vers le nord avec George Thomas pour repousser l'invasion de John B. Hood' du Tennessee, en prenant part à des actions de la Spring Hill et Murfreesboro.
En décembre 1864, juste avant la bataille de Nashville, un corps de cavalerie officiel est enfin organisé, sous les ordres du major général breveté James H. Wilson. Il se comporte décemment à Nashville, mais, comme avant, échoue à se distinguer véritablement. Wilson mène le corps dans l'une des dernières batailles de la guerre le 16 avril 1865, lors de la bataille de Columbus, où, combattant démonté contre démontée contre les troupes de Forrest, ils réussi à vaincre leur ennemi–la seule fois où la cavalerie fédérale défait le général Forrest.
Le reste des armées de l'Union n'ont pas généralement de commandement unifié de cavalerie en tant que tel, à part un commandement de la taille d'un corps, sous les ordres de Pleasonton, qui est brièvement organisé par le département du Missouri pour défendre l'État contre l'expedition de Sterling Price en 1864.